# Ramat Šlomo
Ramat Šlomo (hebrejsky: רמת שלמה, doslova „Šlomova výšina“) je jeruzalémská městská čtvrť v severní části Jeruzaléma v Izraeli.

## Dějiny
Čtvrť byla založena v roce 1995 a k roku 2000 v ní žilo 18 tisíc obyvatel, většinou ultraortodoxních Židů. Ze západu sousedí se čtvrtí Ramot, na jihu se čtvrtí Har Chocvim a na východě s arabskou čtvrtí Šuafat. Její původní název byl Reches Šuafat, ale později získala název po rabim Šlomovi Zalmanu Auerbachovi.
Původně měl na místě této čtvrti stát Teddyho stadion. Po zdlouhavých protestech ultraortodoxních Židů žijících v okolí, kteří nechtěli mít výhled na sportovní stadion, bylo od záměru ustoupeno a stadion byl postaven ve čtvrti Malcha.
Méně než 200 metrů od domů stojících na okraji Ramat Šlomo se nachází první řada domů arabské čtvrti Šuafat a arabského města Bejt Chanina na Západním břehu.
V červnu 2008 schválil izraelský ministr vnitra výstavbu dalších 1300 bytů v této čtvrti. Izrael uvádí, že většina budov je postavena na pozemcích anektovaných státem, čímž nedochází k porušení závazku nestavět na sporném území. V březnu 2010 schválila izraelská vláda výstavbu dalších 1600 bytů v této čtvrti. Zhruba třetina ze zamýšlených bytů by podle prohlášení ministra vnitra měla být určena pro mladé páry.

## Demografie
Plocha této městské části dosahuje 1126 dunamů (1,126 kilometru čtverečního).
| Rok            | 2000   | 2002   | 2003   | 2004   | 2005   | 2006   | 2007   | 2008   |
| -------------- | ------ | ------ | ------ | ------ | ------ | ------ | ------ | ------ |
| Počet obyvatel | 11 348 | 12 822 | 13 390 | 13 888 | 14 318 | 14 658 | 14 911 | 15 123 |